# Herval d'Oeste
Herval d'Oeste es un municipio brasileño del estado de Santa Catarina. Tiene una población estimada al 2022 de 21 724 habitantes. Pertenece a la Región metropolitana de Contestado.

## Historia
Antes de ser colonizada, la localidad era habitada por los pueblos Cáingang y Xokleng. A finales del Siglo XVII se instalaron los primeros lugares de invernada, como ruta de ganado a Lages. Los primeros pobladores se establecieron desde 1835 tras la Guerra de los Farrapos, por parte de bandeirantes. Se emancipó de Joaçaba el 30 de diciembre de 1953 y se estableció como municipio el 14 de febrero de 1960.